# Katharina (geslacht)
Katharina is een geslacht van keverslakken uit de familie Mopaliidae.  

## Soorten
- Katharina tunicata (Wood, 1815) - Afgedekte haarkeverslak